# Heinrich Uffelmann
Heinrich Uffelmann (* 2. Januar 1641 in Verden; † 11. Mai 1680 in Lüneburg) war ein deutscher evangelischer Theologe.

## Leben
Heinrich Uffelmann war der Sohn des königlich schwedischen Rates und königlichen Richters in Verden Burchard Uffelmann (* 3. September 1599 in Bevern; † 29. Juni 1664 in Verden) und dessen Frau Anna (* 21. Juni 1609 in Verden; † 15. September 1642 ebenda), die Tochter des fürstlich bischöflich osnabrückischen geheimen Kammersekretärs Heinrich Lemke († Januar 1613) und dessen Frau Margarethe († 1634). Diese wiederum war die Tochter des Advokats in Göttingen Eonricus Steinow.
Heinrich Uffelmann hatte seine Bildungsgrundlagen in seiner Heimatstadt gelegt. Nachdem er 1655 die Schule in Stade bezogen hatte, kam er 1657 auf das Gymnasium in Bremen und begann um Ostern 1658 ein Studium der Theologie an der Universität Gießen. Hier besuchte er die Vorlesungen von Peter Haberkorn, Johann Nikolaus Misler, Michael Siricius und Kaspar Ebel. Am 15. Dezember 1660 hatte er den akademischen Grad eines Magisters der Philosophie erworben.
1661 ging er an die Universität Helmstedt, wo er am 20. Juni 1665 Professor der Ethik wurde. Er setzte dort seine theologischen Studien fort, die 1676 in der Promotion zum Doktor der Theologie mündeten.
1677 wurde er von Herzog Georg Wilhelm von Braunschweig-Lüneburg als Prediger nach Lüneburg berufen, wo er am 2. September die Gymnasialprofessur für Theologie am Gymnasium Illustre übernahm. Dies blieb er, bis er an Schwindsucht starb. Aus seiner Helmstedter Zeit als Hochschullehrer stammen verschiedenen Disputationen. Aus seiner Lüneburger Zeit stammen verschiedene Predigten, die auch im Druck erschienen.

## Familie
Aus seiner am 8. September 1668 geschlossenen Ehe mit Anna, die Tochter des fürstlich ostfriesischen Hofgerichtsrats, und Assessor Peter von Felgen sind drei Söhne und zwei Töchter hervorgegangen. Von den Kindern kennt man:
- Hermann August Uffelmann (* 20. September 1669–1690)
- Anna Magaretha Uffelmann (* 10. Januar 1672)
- Caecilia Catharina Uffelmann (* 8. Mai 1672, wurde 2 Jahre und 18 Wochen alt)
- Ludolph Georg Uffelmann (* 8. Februar 1678 in Lüneburg, lebte 1. Jahr und 2 Wochen)
- Burchard Peter Uffelmann (* 2. März 1678; † 6. Juni 1680)

## Werke (Auswahl)
- Exercitatio philosophica de recta ratione. Helmstedt, Müller 1667. (Digitalisat)
- Exercitatio philosophica de Platonis, Aristotelis Stoicorum, et Epicuri philosophia morum, doctrinaeque aristotelicae praerogativa. Helmstedt, Müller 1668. (Digitalisat)
- Exercitatio ethica de gradibus laesionum. Müller, Helmstedt 1669. (Digitalisat)
- Exercitatio Moralis De Simulatione & Dissimulatione. Müller, Helmstedt 1671. (Digitalisat)
- Disputatio Politica De Homagio Sive Iureiurando Quo Subditi Imperantibus In Republica Obligantur. Müller, Helmstedt 1675. (Digitalisat)
- Exercitatio academica De duellis. Müller, Helmstedt 1676. (Digitalisat)
- Dissertatio politica de sanctimonia principum. Müller, Helmstedt 1677. (Digitalisat)

## Weblink
- Druckschriften von und über Heinrich Uffelmann im VD 17.